# Департамент налогов Гонконга
Департамент налогов Гонконга является одним из правительственных ведомств Гонконга , которое отвечает за управление постановлениями о налогах и сборах и соответствующих правил и норм.